# Mukim del Brunei
I mukim costituiscono la suddivisione territoriale di secondo livello del Brunei , dopo i distretti, e ammontano a 39. Ciascuno di essi è un'unità amministrativa composta da parecchi kampung ("villaggio", in lingua malese). A capo di un mukim sta un penghulu, che è un’autorità elettiva.
Il mukim più piccolo nell'area è quello di Saba nel distretto di Brunei-Muara, il più grande è quello di Sukang nel distretto di Belait. L'ultimo cambiamento nei confini dei mukim ebbe luogo verso la fine degli anni novanta quando il mukim Kumbang Pasang fu annesso al mukim di Kianggeh e il mukim Berakas fu suddiviso nei mukim di Berakas A e Berakas B. Il numero dei mukim rimase invariato a 39.

## Lista

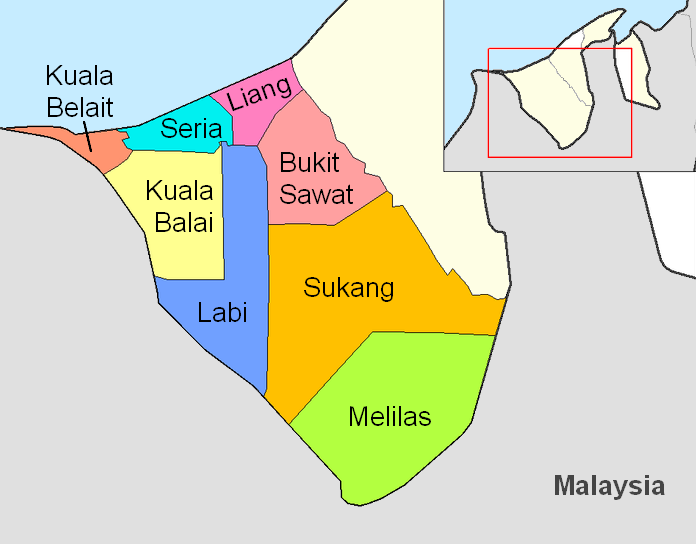
Mukim del distretto di Belait

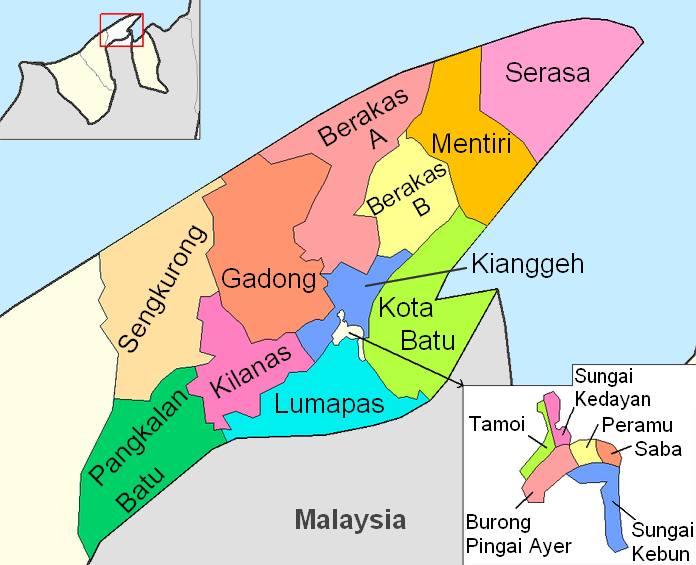
Mukim del distretto di Brunei-Muara

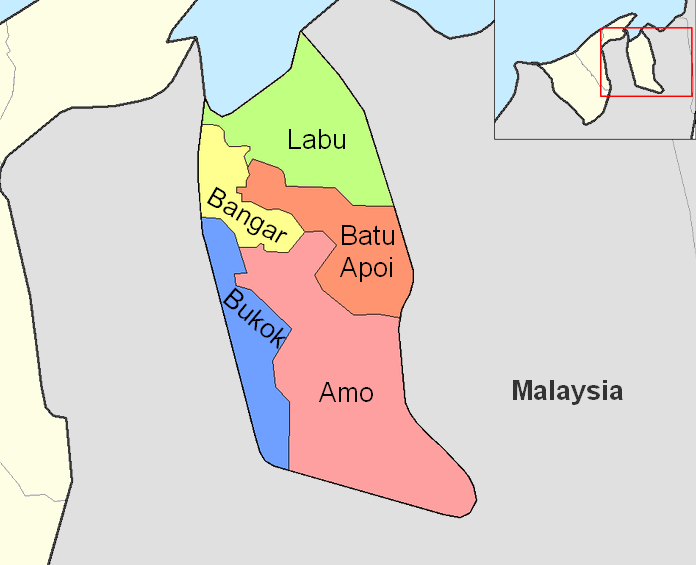
Mukim del distretto di Temburong

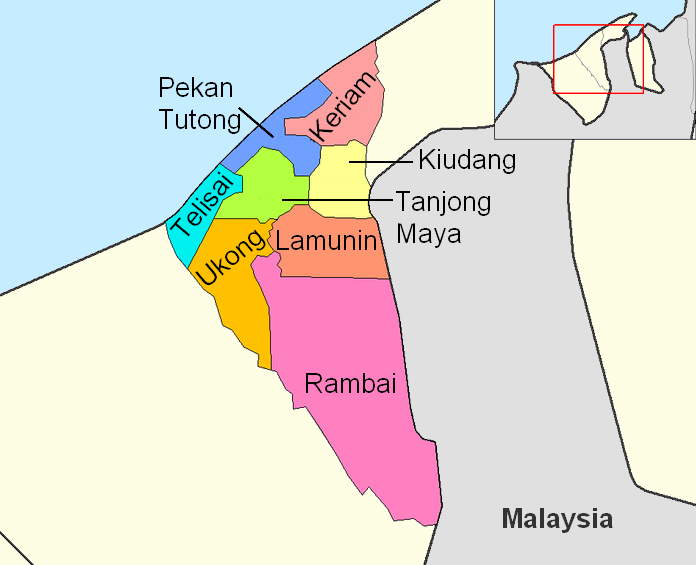
Mukim del distretto di Tutong

Distretto di Belait
- Bukit Sawat
- Kuala Balai
- Kuala Belait
- Labi
- Liang
- Melilas
- Seria
- Sukang

Distretto di Brunei-Muara
- Berakas A
- Berakas B
- Burong Pingai Ayer
- Gadong A
- Gadong B
- Kianggeh
- Kilanas
- Kota Batu
- Lumapas
- Mentiri
- Pangkalan Batu
- Peramu
- Saba
- Sengkurong
- Serasa
- Sungai Kebun
- Sungai Kedayan
- Tamoi

Distretto di Temburong
- Amo
- Bangar
- Batu Apoi
- Bukok
- Labu

Distretto di Tutong
- Keriam
- Kiudang
- Lamunin
- Pekan Tutong
- Rambai
- Tanjong Maya
- Telisai
- Ukong